# Santa Quitéria do Maranhão
Santa Quitéria do Maranhão is een gemeente in de Braziliaanse deelstaat Maranhão. De gemeente telt 29.551 inwoners (schatting 2009).